# 隆德尼亞調
隆德尼亞調(Rondeña)是一種佛朗明哥曲式。現代佛朗明哥所稱的 "Rondeña" 指的有 (1) 由 Ramón Montoya 所創之特殊吉他調弦法所作曲之吉他演奏曲，為自由拍、礦坑之歌(cante de la minas)的風格 (2) 以Fandango abandolao 風格所演唱的特定幾首歌曲旋律, 包含Rondeña grande, Rondeña chica 和 Rondeña la Vieja (Primitiva)。

## 歷史
Rondeña  起源於馬拉加的Fandango ，特別是Bandolás民謠。一些作者認為名字來由是 Rondar "巡邏"之意，指年輕男子晚上出外到心儀的女子住處窗外，唱歌表示愛意，Rondeña 則是他們唱的歌。另外一種說法則是說 Rondeña 起源於西班牙南部安達魯西亞Ronda城附近的山區。
十九世紀時在 Rondeña 安達魯西亞大量流行，外國旅客在他們的遊記上提到這種曲式。

## 歌唱
在近代，變得比較少轉音(melisama)而且比較慢。是一種沒有固定節奏的自由曲式，歌詞大多描述鄉村生活。歌詞通常是四句，每句八個音節，有時候重複第二句變成五句。

## 入舞
一開始沒有固定節奏，後來變成了 abandolao 的固定節奏。

## 表演者
Miguel Borrull 還有 Ramon Montoya 是最先的表演者。後來有 Manolo Sanlucar 、Fosforito 、José Menese 等。

## 歌詞
Rondeñas vienen cantando,

sobre la cama me siento,

porque, en oyendo rondeñas,

se me alegra el pensamiento.

Las rondeñas malagueñas

cántamelas, primo mio,

que al son de las malagueñas

me voy quedando dormío.

## 引用
1. ↑  .   [2012-01-29]. （原始内容存档于2018-01-17）.
2. ↑  .   [2012-01-29]. （原始内容存档于2012-02-03）.